# Severní aliance
Severní aliance, oficiálně Jednotná islámská fronta pro záchranu Afghánistánu (persky جبهه متحد اسلامی ملی برای نجات افغانستان, Jabha-yi Muttahid-i Islāmi-yi Millī barāyi Nijāt-i Afghānistān), byla vojensko-politickou organizací, která se zformovala koncem roku 1996 poté, co hnutí Talibán dobylo Kábul a vytvořilo Islámský emirát Afghánistán. U jejího vzniku stáli vůdci Islámského státu Afghánistán, zejména prezident Burhánuddín Rabbání a bývalý ministr obrany Ahmad Šáh Massúd. Zpočátku mezi její členy patřili převážně Tádžikové, ale do roku 2000 se k ní připojili vůdci jiných etnických skupin. Severní aliance vedla obrannou válku proti vládě Talibánu. Do roku 2001 ovládla Severní aliance méně než 10 % země. Na podzim 2001 na Afghánistán zaútočily USA, jednotkám Severní aliance poskytly podporu a do konce roku byl Talibán vytlačen z většiny území. Poté byla Severní aliance rozpuštěna, přičemž někteří členové se později stali součástí afghánské přechodné vlády.